# Neményi Lili

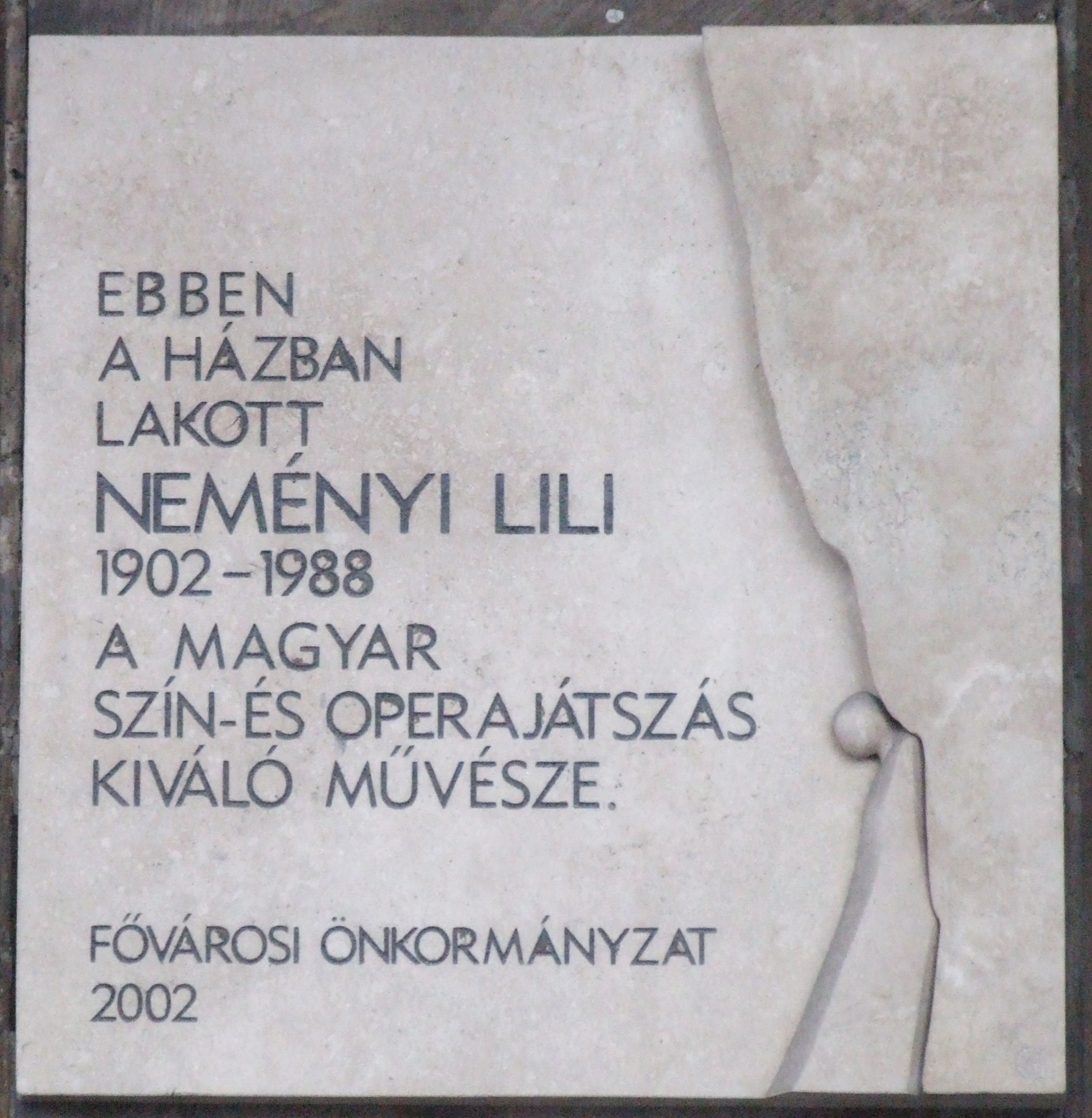
Neményi Lili emléktáblája a VII. kerület Károly körút 13-15. szám alatt

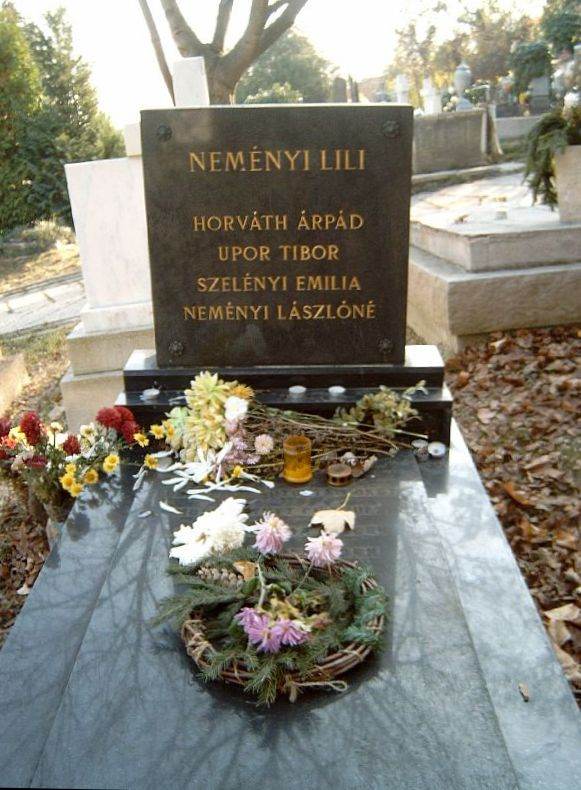
Neményi Lili sírja a Farkasréti temetőben

Neményi Lili (Igló, 1902. november 28. – Budapest, 1988. július 14.) magyar opera-énekesnő (szoprán), színésznő, érdemes és kiváló művész, Horváth Árpád (1899–1944) rendező, színházigazgató felesége, Szabó Ernő (1900–1966) színművész féltestvére.

## Élete
Polgár Ilonka és Neményi László gyermekeként született. Nagyanyja, Szelényi Emília nevelte.
Zenei tanulmányait Hoór Tempis Erzsébet, Kelen Hugó valamint Hetényi Kálmán irányításával végezte el. Iskoláival egy időben megtanult zongorázni – később maga tanulta énekes szerepeit, saját zongorakíséretével. A Kolozsvári Állami Magyar Színházban vizsgázott, 1917-ben, hogy megkaphassa működési engedélyét. Öt évet töltött Kolozsvárott, Janovics Jenő társulatánál, ez volt a „főiskolája”. A következő években többek között Szegeden, Miskolcon, Nagyváradon, Kassán, Debrecenben, Budapesten, Egerben, Békéscsabán, Gyulán, Hódmezővásárhelyen lépett fel.
1928-ban a Fővárosi Operettszínházban és a Magyar Színházban kapott szerepeket. 1922–1931 között törzshelye újra Kolozsvár lett, innen indult vendégszereplésre más városokba. 1930-ban Miskolcon játszott. A torockói menyasszony főszerepét is alakitotta, amikor (1931-ben) férje – Indig Ottó – színdarabját Kolozsváron és több erdélyi városban előadták. 1932–33-ban a Royal Orpheumban szerepelt. 1933-ban házasságot kötött Horváth Árpáddal. 1933–34-ben ismét Miskolcon lépett színpadra. 1937-ben Mozart Szöktetés a szerájból Blondéja, majd a császárné a Háry Jánosban. A Székelyfonó első vidéki színrevitelében a lányt énekelte.
1939-ben egy Rádió-beli A víg özvegy-egyveleg élő adása után meghívták próbát énekelni a Magyar Királyi Operaházba, s megbízták több szerep betanulásával. 1940–1945 között könnyű sanzonokat énekelt Ady Endre, Arany János, Babits Mihály, József Attila, Szép Ernő és Gábor Andor verseire. 1946–1970 között a Magyar Állami Operaház magánénekese volt. Emellett főszerepeket vállalt operettekben is. Ausztria, Belgium, Csehszlovákia, Franciaország, Jugoszlávia, Kína, Lengyelország, Mongólia, Nagy-Britannia, NDK, NSZK, Románia, Svájc és az USA nagyvárosaiban is fellépett.
85 éves korában, 1988. július 14-én hunyt el, Budapesten.

## Színházi szerepei
- Susanna (Mozart: Figaro házassága)
- Rosina (Mozart: Così fan tutte)
- Pamina (Mozart: Varázsfuvola)
- Zerlina (Mozart: Don Giovanni)
- Blonde (Mozart: Szöktetés a szerájból)
- Margit (Gounod: Faust)
- Violetta (Verdi: Traviata)
- Mimi (Puccini: Bohémélet)
- Cso-cso-szán (Puccini: Pillangókisasszony)
- Liu (Puccini: Turandot)
- Antónia (Offenbach: Hoffmann meséi)
- Zilia (Heltai Jenő: A néma levente)
- Szerény grófnő (Csiky Gergely: A nagymama)

## Díjai, elismerései
- Érdemes művész (1959)
- Kiváló művész (1967)
- A Magyar Népköztársaság Zászlórendje (1982)
- Erzsébetváros díszpolgára (2006, posztumusz)